# SERTEC
SERTEC es una empresa dedicada al diseño y fabricación de procuctos aeronauticos y UAVs. Pertenece al grupo Aerosertec.
Creada por un Grupo de investigadores vinculados a las Escuelas de Ingeniería Aeronáutica y Naval de la UPM, con 20 años de actividad específica en ingeniería, bancos de ensayo, utillaje, simuladores, sistemas de seguimiento y UAVs y más de 10 años en diseño de sistemas automáticos de control de vuelo, SERTEC participa en numerosos proyectos de investigación y desarrollo, contando para ello un taller de montaje final y control de calidad.
Los sistemas actuales de SERTEC están basados en aviones de ala fija y rotatoria (autogiro) con configuraciones clásicas lo que permite obtener unas prestaciones muy elevadas en términos de autonomía y capacidad de carga.